# Mackenzie Dern

## Início
Dern nasceu em Arizona, filha de  Wellington "Megaton" Dias, um altamente premiado lutador de jiu-jítsu. Quando criança, ela cresceu viajando entre Arizona e Brasil, país natal de seu pai. Dern é fluente em inglês e português, porém, ela afirmou que o português se tornou sua língua principal, pois segundo ela “Meu pai e minha madrasta são brasileiros. Meu namorado é brasileiro, eu tenho falado mais português que inglês”.
Dern começou a treinar jiu-jítsu aos 3 anos com seu pai e sua madrasta, Luciana Tavares. Ela se formou do ensino médio na Ironwood High School em Glendale, Arizona.

## Vida pessoal
Dern foi casada com o surfista brasileiro Wesley Santos.
Em fevereiro de 2019, Dern anunciou que ia dar um tempo em sua carreira no MMA devido a sua gravidez. Sua filha, Moa, nasceu em 9 de junho de 2019.

## Carreira no MMA

### Ultimate Fighting Championship
Dern fez sua estreia no UFC contra Ashley Yoder em 3 de março de 2018 no UFC 222: Cyborg vs. Kunitskaya. Ela venceu por decisão dividida.
Dern enfrentou Amanda Cooper em 12 de maio de 2018 no UFC 224: Nunes vs. Pennington. Na pesagem, Dern se apresentou com 55,7 kg, 3,7 kg acima do permitido para uma luta não válida pelo cinturão. Com isso, a luta prosseguiu no peso casado e Dern foi multada com 30% da sua bolsa. Dern venceu por finalização no primeiro round.
Após um hiato de 17 meses fora do octógono devido à gravidez, Dern enfrentou Amanda Ribas em 12 de outubro de 2019 no UFC Fight Night: Joanna vs. Waterson. Ela perdeu por decisão unânime.
Na luta principal da noite, Dern enfrentou a gaúcha Marina Rodriguez, em 9 de outubro de 2021 no UFC Fight Night: Dern vs. Rodriguez. Ela perdeu por decisão unânime.

## Cartel no MMA
| Cartel no MMA   |             |            |
| 13 lutas        | 11 vitórias | 2 derrotas |
| Por nocaute     | 0           | 0          |
| Por finalização | 7           | 0          |
| Por decisão     | 4           | 2          |

| Res.    | Cartel | Oponente           | Método                                | Evento                                 | Data       | Round | Tempo | Local                    | Notas                                                   |
| ------- | ------ | ------------------ | ------------------------------------- | -------------------------------------- | ---------- | ----- | ----- | ------------------------ | ------------------------------------------------------- |
| Derrota | 13-4   | Jéssica Andrade    | Nocaute Técnico (socos)               | UFC 295: Procházka vs. Pereira         | 11/11/2023 | 2     | 3:15  | Nova Iorque, Nova Iorque |                                                         |
| Vitória | 13-3   | Angela Hill        | Decisão (unânime)                     | UFC Fight Night: Dern vs. Hill         | 20/05/2023 | 5     | 5:00  | Las Vegas, Nevada        | Luta da Noite.                                          |
| Derrota | 12-3   | Yan Xiaonan        | Decisão (majoritária)                 | UFC Fight Night: Dern vs. Yan          | 01/10/2022 | 5     | 5:00  | Las Vegas, Nevada        |                                                         |
| Vitória | 12-2   | Tecia Torres       | Decisão (dividida)                    | UFC 273: Volkanovski vs. Korean Zombie | 09/04/2022 | 3     | 5:00  | Jacksonville, Florida    |                                                         |
| Derrota | 11-2   | Marina Rodriguez   | Decisão (unânime)                     | UFC Fight Night: Dern vs. Rodriguez    | 09/10/2021 | 5     | 5:00  | Las Vegas, Nevada        | Luta da Noite.                                          |
| Vitória | 11-1   | Nina Ansaroff      | Finalização (chave de braço)          | UFC on ABC: Vettori vs. Holland        | 10/04/2021 | 1     | 4:48  | Las Vegas, Nevada        | Performance da Noite.                                   |
| Vitória | 10-1   | Virna Jandiroba    | Decisão (unânime)                     | UFC 256: Figueiredo vs. Moreno         | 12/12/2020 | 3     | 5:00  | Las Vegas, Nevada        |                                                         |
| Vitória | 9-1    | Randa Markos       | Finalização (chave de braço)          | UFC Fight Night: Covington vs. Woodley | 19/09/2020 | 1     | 3:44  | Las Vegas, Nevada        | Performance da Noite.                                   |
| Vitória | 8-1    | Hannah Cifers      | Finalização (chave de joelho)         | UFC on ESPN: Woodley vs. Burns         | 30/05/2020 | 1     | 2:36  | Las Vegas, Nevada        | Performance da Noite.                                   |
| Derrota | 7-1    | Amanda Ribas       | Decisão (unânime)                     | UFC Fight Night: Joanna vs. Waterson   | 12/10/2019 | 3     | 5:00  | Tampa, Florida           |                                                         |
| Vitória | 7–0    | Amanda Cooper      | Finalização (mata leão)               | UFC 224: Nunes vs. Pennington          | 12/05/2018 | 1     | 2:27  | Rio de Janeiro           | Luta no Peso Casado (55,7kg); Dern não bateu o peso.    |
| Vitória | 6-0    | Ashley Yoder       | Decisão (dividida)                    | UFC 222: Cyborg vs. Kunitskaya         | 03/03/2018 | 3     | 5:00  | Las Vegas, Nevada        | Estreia no UFC.                                         |
| Vitória | 5-0    | Kaline Medeiros    | Finalização (chave de braço)          | Invicta FC 26: Maia vs. Niedzwiedz     | 08/12/2017 | 3     | 4:45  | Kansas City, Missouri    | Retornou ao Peso Palha; Performance da Noite.           |
| Vitória | 4-0    | Mandy Polk         | Finalização (mata leão)               | LFA 24                                 | 13/10/2017 | 1     | 2:55  | Phoenix, Arizona         | Estreia no Peso Mosca.                                  |
| Vitória | 3-0    | Katherine Roy      | Decisão (unânime)                     | LFA 6                                  | 10/03/2017 | 3     | 5:00  | San Antonio, Texas       | Peso Casado (120 lb); Dern não bateu o peso.            |
| Vitória | 2-0    | Montana De La Rosa | Finalização (estrangulamento imanari) | Legacy FC 61                           | 14/10/2016 | 1     | 3:25  | Dallas, Texas            | Luta no peso casado (118.8 lbs); Dern não bateu o peso. |
| Vitória | 1-0    | Kenia Rosas        | Decisão (unânime)                     | Legacy FC 58                           | 22/07/2016 | 3     | 5:00  | Lake Charles, Louisiana  |                                                         |